# António Mendonça
António Mendonça   (Luanda, 9 d'octubre de 1982) és un exfutbolista angolès de la dècada de 2000.
Fou internacional amb la selecció de futbol d'Angola.
Pel que fa a clubs, destacà a Varzim SC.